# Harry Johansson (journalist)
Harry Emanuel Johansson, född 29 december 1904 i Stockholm, död där 30 oktober 1976, var en svensk sportjournalist. 
Johansson, som var son till  Carl Gustaf Johansson och Josefina Aqvilina Eriksson, blev 1915 elev vid Jakobs realskola, där han avlade realskoleexamen 1921. Han var medarbetare i Stockholms-Tidningens idrottsredaktion 1928–1943 med signaturen Curtis,  och senare i Aftonbladet. Han var känd som en synnerligen allroundkunnig skribent, men torde ha varit mest intresserad av cykelsporten.
Johansson var sekreterare, senare ordförande, i IK Hermes 1921–1929 och tillhörde Sportjournalisternas klubb i Stockholm. Han utövade i yngre år fotboll, friidrott och skidlöpning. Han tilldelades Svenska Skidförbundets diplom 1933, Svenska Idrottsförbundets bronsmedaljer för Fria Idrottens Dag 1934–1938, Svenska Idrottsförbundets diplom 1936, Svenska Brottningsförbundets silvermedalj 1938, Svenska Boxningsförbundets diplom 1939, Kommitténs för skidlöparmärkena diplom 1940, Svenska Handbollförbundets diplom 1941 och Svenska Orienteringsförbundets bronsplakett 1942.